# キンテート・レアル
キンテート・レアル（Quinteto Real）は、1960年にオラシオ・サルガンらによって結成されたタンゴ楽団。

## メンバー

### 結成メンバー
- オラシオ・サルガン　Horacio Salgán　ピアノ
- エンリケ・マリオ・フランシーニ　Enrique Mario Francini　ヴァイオリン
- ペドロ・ラウレンス　Pedro Laurenz　 バンドネオン
- ウバルド・デ・リオ　Ubaldo De Lío　エレキギター
- ラファエル・フェロ　Rafael Ferro コントラバス
  - 来日はこのメンバー。タンゴ・スーパースターを5人集めたということで話題となった。

### ヌエボ・キンテート・レアル結成メンバー
- アントニオ・アグリ　Antonio Agri　ヴァイオリン
- レオポルド・フェデリコ　Leopoldo Federico　バンドネオン
- ネストル・マルコーニ　Néstor Marconi　バンドネオン
  - 1973年にヌエボ・キンテート・レアルとして再び意欲的な活動を示した。

## 音楽の特徴
踊るタンゴよりも、聴くタンゴという概念を重視した。またウバルド・デ・リオのエレキ・ギターがかなり目立っている。オラシオ・サルガンは最後の録音を2000年に終え、2004年に息子のセサルにピアニストの地位を譲り引退した。